# Forspro
Forspro är ett företag som ägs av den före detta ishockeyspelaren Peter Forsberg och hans far Kent Forsberg. Företagets ekonomiska garanti möjliggjorde byggandet av evenemangsarenan Hägglunds Arena i Örnsköldsvik, när den tänkta huvudsponsorn hoppat av. 
Forspro är ett privat investmentbolag och är ägare av ett flertal olika organisationer. Totalt har koncernen som Forspro är moderbolag till ca 383 miljoner SEK i tillgångar.